# مشعان سعود العيساوي
الشيخ الأستاذ الدكتور مشعان سعود عبد رحال العيساوي

## مؤهلاته العلمية
- البكالوريوس: الشريعة – جامعة بغداد 1980م.
- الماجستير: كلية العلوم الإسلامية – جامعة بغداد 1987م.
- الدكتوراه: كلية العلوم الإسلامية – جامعة بغداد 1992م.
- إجازة العلمية: عامة من الشيخ أحمد حسن الطه 2016م.

## وظائفه
- رئيس قسم برتبة عميد كلية – بغداد – الجامعة العراقية (صدام سابقا) من 1994 إلى 1999م.
- رئيس قسم أصول الدين – اليمن – جامعة حضرموت من 2001 إلى 2004م.
- رئيس قسم أصول الدين – الفلوجة – كلية الإمام الأعظم من 2012 إلى 2015م.

## الجمعيات المنتمي لها
- جمعية الآداب الإسلامية – عضو من 1994 إلى 2001م.
- منظمة الفلوجة للإغاثة الإنسانية من 2012 لحد الآن.

## مؤلفاته

كتاب التفسير الإشاري: ماهيته وضوابطه تأليف: الأستاذ الدكتور مشعان سعود العيساوي، يتناول موضوع التفسير الإشاري للآيات القرآنية فعرف بهذا التفسير وبين ضوابطه وكتبه وذكر المانعين له وذكر منهج الباطنية بالتفسير وموقف العلماء من التفسير الباطني والفرق بين التفسير الإشاري والباطني وأوجه الاتفاق وغير ذلك.

- الوسطية في العبادات - دراسة قرانية (نشر مركز البحوث والدراسات الإسلامية/ ديوان الوقف السني 2010م).
- التفسير الإشاري: ماهيته وضوابطه - (نشر دار الكتب العلمية 2013م).

## خبراته العلمية
- الإشراف على الرسائل: عشرات الرسائل والأطاريح.
- مناقشة الرسائل: عشرات الرسائل والأطاريح.

## بحوثه المنشورة
- دلالة الاقتضاء وأثرها في تفسير النصوص الشريعة – الجامعة الإسلامية 1995م.
- ابن عمر رضي الله عنه واثره في تفسير القرآن – الجامعة الإسلامية 1997م.
- الدر المنثور للسيوطي دراسة وتحليل – الجامعة الإسلامية 1998م.
- الابتلاء من السنن الإلهية – دراسة قرآنية – الجامعة الإسلامية 2002م.
- خصائص القرآن الكريم – دراسة قرآنية – الجامعة الإسلامية 2002م.
- منهج الإمام الشافعي في استنباط الاحكام من القران – كلية الإمام الأعظم 2005م.
- السؤال في القرآن الكريم أهميته وضوابطه – جامعة الأنبار 2008م.
- دور مدرسة ابي حنيفة في تفسير القرآن الكريم - كلية الإمام الأعظم 2006م.
- التفسير الفقهي – كلية الإمام الأعظم 2012م.
- منهج التفسير التحليلي تاريخ وتطور – جامعة الأنبار 2013م.
- منهج الإمام النورسي في تفسير القرآن الكريم (قواعد وضوابط) مجلة النور – إسطنبول 2013م.
- استشهاد القرآن بأهل الكتاب في صحة النبوة – مجلة الآداب والفنون 2016م.

## المؤتمرات العلمية
- المؤتمر العلمي الأول لكلية الإمام الأعظم / بغداد 2006.
- المؤتمر العلمي الخامس لكلية الإمام الأعظم / الأنبار 2009.
- المؤتمر العلمي السادس لكلية الإمام الأعظم / سامراء 2010.
- المؤتمر العلمي الأول لجامعة الأنبار 2008.
- المؤتمر العلمي في جامعة تكريت / محافظة صلاح الدين 2009م.
- ندوة التفسير بالمأثور / الجامعة المستنصرية 1995م.
- المؤتمر العلمي الثامن – كلية المعارف الجامعة / الأنبار 2012م.
- مؤتمر إينار الدولي الثاني – إسطنبول 2013م.
- مؤتمر طرائق التدريس – إسطنبول 2012م.
- مؤتمر الإمام الألوسي الجامعة العراقية 1996م.
- المؤتمر العلمي الثاني – جامعة الأنبار 2012م.
- ندو ة التربية والأخلاق – الجامعة الإسلامية – 1997م.

## الدورات
- دورة تطوير المهارات الإدارية – سوريا – دمشق – 2006م.
- دورة تحقيق المخطوطات – سوريا – دمشق – 2007م.
- دورة طرائق التدريس – تركيا (1) – 2012م.
- دورة طرائق التدريس – تركيا (2) – 2013م.
- دورة مدرسة الإمام الأعظم في تحقيق التراث – السليمانية 2015م.
- دورة الانماط الشخصية – أربيل – 2016م.
- دورة البرامج العقلية – أربيل – 2016م.
- دورة الخرائط الذهنية – أربيل – 2016م.